# Sakyapa
Pour les articles homonymes, voir Sakya.
 (juillet 2017).
Si vous disposez d'ouvrages ou d'articles de référence ou si vous connaissez des sites web de qualité traitant du thème abordé ici, merci de compléter l'article en donnant les références utiles à sa vérifiabilité et en les liant à la section « Notes et références ».

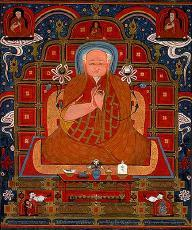
Drogön Chögyal Phagpa, l’un des cinq fondateurs de sakyapa, premier lama vice-roi du Tibet

L'école Sakyapa ou Sakya (tib: sa skya) est l'une des quatre principales grandes branches vivantes du bouddhisme tibétain. Elle a été fondée en 1073 (XIe siècle) par Khön Köntchok Gyalpo (1034-1102), disciple de Drokmi Sakya Yéshé (992-1072) qui reçut en Inde l'enseignement du yogi indien Virupa (Birwapa pour les Tibétains). Khön Köntchok Gyalpo transmit les traditions qu'il avait reçues à son fils Sachen Kunga Nyingpo.  
C’est l’un des trois courants sarmapa (kagyüpa, sakyapa, gelugpa) issus d’une nouvelle vague de traductions de sanskrit en tibétain venus concurrencer le bouddhisme ancien nyingmapa. 
Le courant tire son nom, « terre grise », de l’aspect des collines de Ponpori près de Shigatse dans le Tibet central (Tsang) où Khön Konchog Gyalpo fonda en 1073 le monastère de Sakya, berceau de la tradition. Le courant Sakya a conservé le principe de la transmission héréditaire : le Sakya Trizin (trizi : titulaire du trône), hiérarque principal du courant, est toujours un descendant du clan Khön. Bien que l’école se soit rapidement dirigée vers la tradition monastique, les chefs de lignée sont typiquement des yogis mariés et pères de famille. Dans la mesure où le chef d’un grand monastère a fait vœu de célibat, sa succession est assurée par un neveu du côté paternel.
La lignée Sakyapa actuelle comprend trois branches principales (sa ngor tsar gsum) ayant chacune pour siège un monastère-mère :
- Le monastère de Sakya fondé en 1073
- Le monastère de Ngor Ewam Tcheu Den fondé en 1429
- Le monastère de Phenyul Nalanda fondé en 1435

## Graphie et étymologie
Sakya tibétain : ས་ སྐྱ་ , Wylie : sa skya «terre pâle».

## Histoire
Après la mort de Khön Köntchok Gyalpo (1102), disciple de Drokmi Lotsawa (992-1074) et fondateur du monastère de Sakya, Bari Lotsawa devint le 2e Sakya Trizin jusqu'en 1111, puis les membres du clan Khön reprirent définitivement le poste. Les cinq premiers successeurs Khön du fondateur sont appelés les Cinq Grands Maîtres de Sakya : 
Sachen Kunga Nyingpo (1092-1158), 1er fils de Khön Köntchok Gyalpo ;
Sonam Tsemo (1142-1182), 2e fils de Sachen ;
Dragpa Gyaltsèn (1147-1216), 3e fils de Sachen ;
Sakya Pandita (1182–1251), fils du 4e fils de Sachen, Palchen Rinpoche ;
Drogön Chögyal Phagpa (1235-1280), neveu de Sakya Pandita ;
Ils complétèrent les enseignements reçus par le fondateur et en réalisèrent la synthèse ; les deux derniers établirent des relations privilégiées avec les maîtres de l'empire mongol et obtinrent pour sakyapa une position politique et administrative dominante au Tibet.
Les Sakya Trizin sont issus du clan Khön qui se disait né d’un ancêtre descendu du « Domaine des cieux clairs » Rupadhatu et se nommait alors Lha Rig. Khön est la contraction de khon gyi dung, « clan des conquérants » ou « clan de la lutte », nom qu’ils auraient acquis grâce à leur victoire sur les démons rashkas représentant l’ignorance, auxquels par ailleurs leur chef s'allia par mariage. La famille détenait le poste de vice-roi de Tsang (Tibet central) à l’époque où Padmasambhava vint répandre le bouddhisme et se rallia rapidement à cette religion, pratiquants de la tradition qui sera appelée plus tard nyingmapa. L'un des leurs fut au nombre des sept premiers moines-traducteurs de Samyé. 
La réputation de Sakya Pandita, grand érudit, lui valut d’être invité en 1244 par le prince mongol Köden et créa pour lui avec l'aide de son neveu Chögyal Phagpa une écriture inspirée de l'alphasyllabaire tibétain. Auparavant, les mongols utilisaient une variante de l'écriture ouïghoure adaptée au mongol par Tata Tonga, en 1204 qui l'appris aux enfants de Gengis Khan, principalement utilisée pour les ultimatum, appelé en mongol, mongol bichig et toujours utilisé de nos jours). En 1253, Kubilai Khan, fils de Tolui, petit-fils de Gengis Khan, invita à son tour Chögyal Phagpa à sa cour. En 1260, Chögyal Phagpa fut chargé des affaires bouddhiques (ch. guoshi 國師) et investi en 1264 de la suprématie administrative sur les trois provinces du Tibet (Ü-Tsang, Kham et Amdo), devenant le premier chef religieux à détenir le poste de vice-roi du Tibet (desi) ; son frère ou cousin Chana venu avec lui à la cour de Köden âgé de 6 ans devin gouverneur (dpon chen). Karma-kagyu avait aussi tenté d'obtenir la faveur des Mongols, mais leur protecteur, Ariq Boqa, fut évincé par Kubilai dans la compétition pour le grand khanat. Les lamas sakya conservèrent donc le pouvoir jusqu’au milieu du XIVe siècle, malgré des révoltes des Drikung Kagyu en 1267-68 et entre 1285 et 1290. Les luttes s'achevèrent par l'incendie du monastère de Drikung par les sakyapa. Le pouvoir des sakyapa leur sera arraché entre 1354 et 1356 par Janchub Gyaltsän (1302-1364), chef du clan Lang (Rlang) allié à la lignée des phagmodrupa, une branche kagyu.
Kubilai avait demandé à Chögyal Phagpa d’inventer une écriture (écriture ’phags-pa) pour transcrire les différentes langues de son domaine. Cette tâche fut achevée en 1268 et ordre fut donné de l'utiliser dans l'empire chinois, mais son usage resta limité et elle disparut après 110 ans avec la dynastie Yuan.
À la fin du XIIIe siècle, Tishri Kunglo (1299-1327), aîné des quinze petits-neveux de Sakya Pandita, institua quatre palais (phodrang) ou sous-lignées : Zhithog, Rinchen Gang, Lhakhang and Ducho ; seules les deux dernières ont survécu. Au XVe siècle, Ducho se divisa elle-même en deux branches, Dolma et Phuntsok. Le titre de Sakya Trizin est détenu en alternance par les grands maîtres de ces deux lignées.
Par ailleurs, deux sous-courants se sont détachés de l'ensemble sakya :
- Ngor, fondée par Ngorchen Kunga Zangpo (1382-1456), illustré par Könchok Lhundrup, Thartse Namkha Pelsang et Drubkhang Pelden Dhondup. Ce courant, qui met l’emphase sur la tradition monastique et la discipline, est dirigé à tour de rôle par les Maisons Phende, Thartse, Khangsar et Luding. Phendé Rinpoché, chef de la Maison Phende, est établi en France. Cette école représente 85 % de l'école Sakyapa, et actuellement en Inde les monastères Sakyapas sont quasiment tous Ngorpas. Ainsi, un des seuls monastères Sakyapas non-Ngorpa, est celui de Sakya Trizin.
- Tsar, fondée par Tsarchen Losal Gyamtso (1496-1560), tradition « chuchotée » basée sur l’enseignement des Treize textes d’or, de la tradition ésotérique du grand et petit Mahakala, du Vajrayogini et du Jambhala.

Avec la branche d’origine, elles constituent les Trois écoles (sa ngor tsar gsum).
Entre le XIVe siècle et le XVIe siècle, sept érudits sakyapa sont particulièrement connus : l'historien Buton Rinchen (1290-1364) et les Six Ornements de Sakya : Yaktuk Sangyey Pal, Rongton Sheja Kunrig (1367-1449), Ngorchen Kunga Zangpo (1382-1456), Zongpa Kunga Namgyel, Gorampa Sonam Senge (1429-1489) et Shakya Chogden (1428-1507). 
Au XIXe siècle, un grand maître et tertön sakya, Jamyang Khyentsé Wangpo, fut l’un des fondateurs du mouvement non-sectaire rimé visant à réunir toutes les traditions du bouddhisme tibétain. Les deux autres fondateurs étaient Jamgon Kongtrul Lodrö Thayé (kagyüpa) et Chogyur Lingpa (nyingmapa).
Le Sakya Trizin actuel est le grand maître du palais de Dolma, Ngawang Kunga [Tegchen Palbar Samphel Wanggi Gyalpo]. Né à Tsedong en 1945, il est le 41e de la lignée, considéré comme une émanation de Manjusri et de Padmasambhava. Jeune, il fut compagnon d’études de Sogyal Rinpoché, lama nyingmapa fondateur des centres Rigpa. Il réside à Dehradun (Inde) et Rajpur. Il a épousé en 1974 Dakmo Tashi Lhakyi, fille d’une famille noble de Dege (région du Tibet oriental, le Kham) et a deux fils, Ratna Vajra Rinpoche (n. 1974) et Jnana Vajra Rinpoche (n. 1979). Dagchen Rinpoche (n. 1929), fondateur de Sakya Thegchen Choling (États-Unis), est le grand maître de la branche Phuntsok.
Au temps de l'exil, après l'invasion du Tibet par les chinois, les grands maîtres partirent avec le plus de personnes possible vers l'Inde. Ainsi, S.E. Phendé Khenchen, le chef de l'école Ngorpa, rencontra par hasard Sakya Trizin sur le chemin de la fuite à travers l'Himalaya. 
Actuellement, les grands maîtres sont tous en exil, ce qui rend le Bouddhisme très difficile à pratiquer au Tibet.

## Enseignement

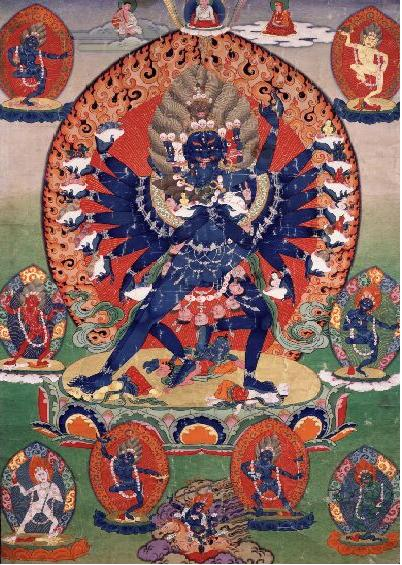
Hevajra ou Kye Dorje, forme de Heruka en union avec sa parèdre Nairatmya

Sachen, premier fondateur, hérita de nombreuses traductions du sanscrit faites par les lotsawas (traducteurs) qui s’étaient rendus en Inde, particulièrement Drokmi Lotsawa (992-1074), Bari Lotsawa et Mal Lotsawa. Drokmi, disciple de Gayadhara (994-1043), dépositaire de l’enseignement du mahasiddha Virupa (IXe siècle), rapporta d’Inde le kalachakra et le Lamdré (voie incluant son fruit) basé sur le Hevajra Tantra. Khon Könchok Gyelpo fut son disciple. Bari Lotsawa introduisit au Tibet de nombreuses pratiques tantriques, dont les Cent mille sadhanas. À Mal Lotsawa on doit la tradition Naro Khachoma du Vajrayogini. Les cycles de Vajrakilaya, Mahakala et Guhyasamaja pénétrèrent également à cette époque.

### Lamdre
Le Lamdré (Lam-'bras), « Voie incluant son fruit », est un enseignement comprenant des éléments exotériques et ésotériques et basé sur le principe de la non-dualité nirvana / samsara, qui vise à amener le pratiquant dans l’état d’Hevajra. Il aurait été transmis par les maîtres Virupa, Avadhuti, Gayadhara et Shakyamitra, disciple de Nāgārjuna. À l’époque de Muchen Sempa Chenpo Könchok Gyeltsen, disciple de Ngorchen Kunga Zangpo (1382-1457), deux types d’enseignement apparurent, correspondant à deux catégories de public, disciples avancés (sLob-bshad) et public général (Tshog-bshad).

### Grands Maîtres de la lignée Sakyapa
Parmi les grands maîtres de l’enseignement sakyapa, on peut citer le 4e fondateur Sakya Pandita et les Six ornements du Tibet : Yaktuk Sangyey Pal et Rongton Mawe Sengey, spécialistes des sutras ; Ngorchen Kunga Zangpo et Zongpa Kunga Namgyel, spécialistes des tantras ; Goram Sonam Senge et Shakya Chogden, spécialistes des sutras et tantras. 
Gorampa Sonam Senge, en particulier, introduisit l’étude de la logique. Ses textes ont une place importante dans les centres d’études des monastères sakya, ainsi que les deux ouvrages principaux de Sakya pandita, Discrimination des trois vœux (sDom-gsum rab-dbye) et Trésor de la logique (Tsod-ma rigs-gter).
De nombreux maîtres des autres courants ont reçu des enseignements tantriques additionnels de lamas sakya. Les principales pratiques tantriques sont les tantras de Hevajra, de Chakrasambhara (Heruka) et de Mahakala.
Comme la majorité des grands maîtres du bouddhisme tibétain, les hiérarques sakya sont des tulkous et des émanations de déités, particulièrement Manjusri (sagesse), Avalokiteśvara (compassion) et Vajrapani (puissance), dont les trois couleurs ornent les murs du monastère de Sakya.

## Monastères
En plus des trois monastères-mères (monastère de Sakya, Ngor Ewam Tcheu Den et Phenyul Nalanda), les autres principaux établissements sakyapa au Tibet sont : 
- Phenpo Nalanda (Phenpo) fondé par Rongton Sheja Kunrig,
- Tsedong Sisum Namgyel, fondé par Namkha Tashi Gyeltsen,
- Dhöndup Ling, fondé par Dagchen Sherab Gyeltsen,
- Lhundup Teng (Dege), fondé par Thang Tong Gyalpo,
- Dzongsar, siège des Dzongsar Khyentse Rinpoché, (Dege).
- Deur Chode, fondé par Chödrak Sangpo (Amdo).

Le premier monastère fondé en exil en 1964 par l’actuel Sakya Trizin fut Tsechen Tenpai Gatsal à Rajpur, Uttar Pradesh, Inde. D’autres suivirent : Ngor E-Vam Shedrup Dhargye Ling (Bir, Himachal Pradesh), Tsechen Dhongag Chöling (Mundgod, Karnataka, Inde), Ngor E-Vam Chöden (Dehradun, Uttar Pradesh) et Tashi Rabten Ling (Lumbinî, Népal).

### Textes
- Sonam Tsemo, Admission at Dharma's Gate, Sakya Kongma Series, Volume 3, trad. Christopher Wilkinson, CreateSpace, 2014.
- Sakya Pandita, The Entrance Gate for the Wise (Mkhas pa rnams 'jug pa'i sgo)
  - Section I : The Dharma's Gatekeepers: Sakya Pandita on Buddhist Scholarship in Tibet, trad. Jonathan C. Gold, SUNY: 2007.
  - Section III : The Entrance Gate for the Wise (Section III): Saskya Pandita on Indian and Tibetan Traditions of Pramana and Philosophical Debate, trad. David P. Jackson (Arbeitskreis fur Tibetisch und Buddhistiche Studien Universiteit Wein: 1987.

### Études
- Sherab Gyaltsen Amipa, Histoire et doctrines de la tradition sakyapa. Une goutte d'eau du splendide océan, Dervy, 1987.
- Philippe Cornu, Dictionnaire encyclopédique du bouddhisme, Seuil, 2001.